# Навобод (Кулобський джамоат)
Навобо́д (тадж. Навобод) — село у складі Хатлонської області Таджикистану. Входить до складу Кулобського джамоату Кулобського району.
Назва означає нещодавно благоустроєний. Колишні назви — Мехнатабад, Пінджсола, Новабад.
Населення — 2886 осіб (2010; 2811 в 2009).